# Brentonico
Brentonico (Brentònec in dialetto trentino) è un comune italiano di 4 162 abitanti della provincia autonoma di Trento in Trentino-Alto Adige. Gli abitanti sono chiamati brentegani o brentoneghi.

## Geografia fisica
Il borgo, secondo l'etimologia popolare, prende il nome dall'altopiano che comprende interamente la valle della Sorna. Una porzione di territorio atipica, per clima e morfologia, rispetto ad un contesto trentino determinato da condizioni morfologiche e climatiche di carattere tipicamente alpino; incassato tra i rilievi del Monte Baldo e del Monte Altissimo di Nago (2 078 metri), della Colma di Vignola (1 606 metri) e di Pravecchio (1 540 metri), Brentonico conta quattro contrade, tra loro segnate da precisi confini geografici: a nord abbiamo la contrada di Fontana,  confinante con la contrada di Lera (ora sede del Comune). Rivolta a sud, in direzione di Verona, troviamo la contrada di Vigo, mentre a ovest, verso il lago di Garda, si ergono le massicce case in pietra della contrada di Fontechel. A rendere l'altopiano di Brentonico famoso fu l'arte dello scalpellino. Le numerose cave che circondano l'abitato di Castione, ora chiuse e trasformate in una sorta di museo a cielo aperto, fornirono per secoli i marmi per altari e arredi delle chiese delle Tre Venezie e del Tirolo.

## Origini del nome
Prende il nome dalla sua forma che richiama quella di un catino (brenta in dialetto trentino). Ha origini tardo-antiche, con una storia interessante (come illustrato nel libro "il Brentari"). Sembra sia stato fondato dai Brenti un popolo barbaro disceso dal nord fra il III e il IV secolo d.C. assieme ai Pannoni. In origine era un castelliere prima barbaro e poi romano, infatti al Doset, località vicino all'attuale cimitero, sono stati rinvenuti in alcuni scavi oggetti e monete romane del IV e V secolo d.C. Paolo Diacono nella sua Historia Langobardorum cita il castrum Bremtonicum tra quelli distrutti dai Franchi nella loro avanzata sul territorio trentino del 590.
È comunemente definito altopiano, anche se più che un altopiano è una successione di larghi terrazzi morenici aperti a ventaglio attorno alla marcata incisione della valle della Sorna.

## Storia
La circoscrizione territoriale ha subito nel 1923 il distacco della frazione Loppio aggregata al comune di Mori (Censimento 1921: pop. res. 126).

### Simboli
Stemma
Lo stemma è stato riconosciuto con decreto del Capo del Governo del 9 settembre 1937.
La brenta, un tipo di gerla usata nella vendemmia per trasportare l'uva e poi per il trasporto del vino, ha evidente assonanza con il toponimo.
Gonfalone
Il gonfalone è stato approvato con D.G.P. n. 10481/1-B del 12 dicembre 1983.
(Art. 1 c. 6 dello Statuto comunale)

## Monumenti e luoghi d'interesse

### Architetture religiose
- Chiesa dei Santi Pietro e Paolo, nella contrada di Vigo. Ricca di sei altari la chiesa cela al proprio interno la cripta di San Giovanni, testimonianza di un primitivo edificio di culto. La pianta quadrangolare e l'ingresso per botola della cripta si richiamano allo stile romanico del X secolo. Le pareti sono decorate da affreschi, recentemente oggetto di restauro. All'interno della chiesa è presente l'organo più antico del Trentino, risalente al diciottesimo secolo. Come i portali di casa Baisi, ornata con le pitture murali del pittore milanese Casari; di casa Balista, con le bifore settecentesche; di casa Bais, ex salumificio con la loggia in sasso di fine Settecento, e di casa Longhi, edificata con gusto barocco.
- Chiesa di San Zeno, parrocchiale nella frazione di Crosano.
- Chiesa di Santa Maria Maddalena, parrocchiale nella frazione di Prada.
- Chiesa di Sant'Anna, parrocchiale nella frazione di Saccone.
- Chiesa di san Rocco, interessante esempio barocco, edificata dagli abitanti delle contrade di Lera e Fontana quale segno votivo per aver risparmiato l'abitato dall'epidemia di peste che colpi il Trentino nel primo quarto del Seicento.
- Chiesa di San Clemente nella frazione di Castione
- Chiesa della Madonna del Carmine nella frazione di Corné

### Architetture civili
- Parco, nel quale venne giustiziata nei primi del Settecento Maria Bortolotti da Pilcante, accusata di praticare la stregoneria.
- Orto dei Semplici, inaugurato nel 2005 nel giardino del Palazzo Eccheli Baisi.
- Pont del Diaol, monumento di interesse paesaggistico della Valle della Sorna nella frazione di Brentonico.

### Architetture militari
- Caposaldo di Monte Giovo, un importante avamposto militare per l’esercito italiano durante la Grande Guerra.

### Altro
- Miniera Terre Verdi, un giacimento di celadonite in cui si è estratto il minerale fin nel primo dopoguerra
- Cave del Monte Giovo, cave di marmo e calcare, nella frazione di Castione, attive tra il XVI ed il XX secolo.

## Società

### Evoluzione demografica
Abitanti censiti

## Cultura

### Eventi
- Ogni due anni si svolge nel mese di giugno il Cheeserolling, una particolare competizione sportiva che consiste nell'inseguire una forma di formaggio che rotola da un pendio.

## Geografia antropica

### Frazioni
Il comune di Brentonico è composto da molte frazioni, abbastanza distanziate tra loro e la più popolosa dà il nome al comune stesso. L'abitato di "Brentonico" è il territorio formato dalle contrade di Fontana, Fontechel, Lera e Vigo.

#### Castione
Le cave di marmo giallo e rosso hanno fatto conoscere scultori come i Benedetti, i Canali, i Sartori costruttori di altari delle chiese sia di tutto il basso Trentino che in Austria e nel veronese. Oggi sono raccolte e commercializzate le castagne marroni, circa un terzo della produzione totale trentina, alle quali viene dedicata una festa in ottobre.
Il piccolo centro abitato e caratterizzato da un assetto urbanistico di tipo medioevale, dove il ponte che annuncia il paese venne costruito, secondo la leggenda, con le pietre del mastio dell'antico maniero.
Sulla piazza centrale si erge la chiesa parrocchiale di San Clemente. L'interno dell'edificio conta tre navate. Di notevole interesse la casa degli scultori Benedetti, la cui corte è contornata da poggioli di pietra con le ringhiere di ferro battuto. L'assetto architettonico e urbanistico dell'intero paese risente in maniera positiva dei trascorsi artistici, tanto che alcune costruzioni richiamano stili toscani. Per quattro secoli a Castione furono attive numerose cave di marmo e scuole d'artigianato mantennero vive nel tempo l'arte dello scalpello.

#### Cazzano
La frazione di Cazzano si trova a 557 m e conta 150 abitanti. 
Essa ospita un monumento in ricordo dei caduti della prima guerra mondiale e la Chiesa della Natività della Beata Vergine Maria.
La leggenda vuole che nel Medioevo sulle pendici del Baldo esistesse un paesino di nome Fano, che fu distrutto da un'enorme frana datata fra il 1400 e l'inizio del Cinquecento.
Gli abitanti si dispersero e fondarono le attuali frazioni di Cazzano e Crosano. Il detto vuole che loro dissero "Cazantene chi e altri...  Encrosentene li...". Da questo i due nomi delle suddette frazioni.

#### Crosano
Crosano è uno dei centri più popolati sin dal 1800 dove erano circa mille. La crisi economica e sociale dimezzò però la popolazione. La nota caratterizzante è il dosso di Resolè Pozze, lungo le cui pendici si è sviluppata l'intera rete urbana. Il centro del paese risulta caratterizzato da viottoli corti e molto ripidi, disegnati tra caratteristiche case in pietra. La chiesa di San Zeno, risalente al XVI secolo, è il risultato di numerosi interventi succedutisi in oltre trecento anni di storia. L'altare maggiore, realizzato con marmi di Castione, è attribuito al maestro Valentino Villa di Crosano (XVIII secolo). La solitaria cappella di S. Antonio, costruita sull'evidente spiazzo sulla sinistra della strada che scende verso la bassa valle della Sorna, merita una visita.

#### Sorne
Vista dal basso la frazione pare una fortezza medioevale. Costruito sulla rupe lambita dal torrente Sorna il paese ricopre da sempre un ruolo importante nella tradizione di Brentonico. In questa zona si estraeva la lignite con la quale nell'immediato primo dopoguerra si azionavano le locomotive in servizio sulla linea del Brennero. Alle Moiette, poco fuori Sorne, sgorga una fonte d'acqua salino-ferruginosa alla temperatura costante di 8 gradi. Quest'acqua – riporta un testo scientifico - passando attraverso il tufo basaltico scioglie in parte gli elementi contenuti nella roccia in decomposizione, riemergendo alla luce del sole ricca di sali e proprietà. La fonte fu sfruttata a lungo alla fine dell'Ottocento.

#### Corné

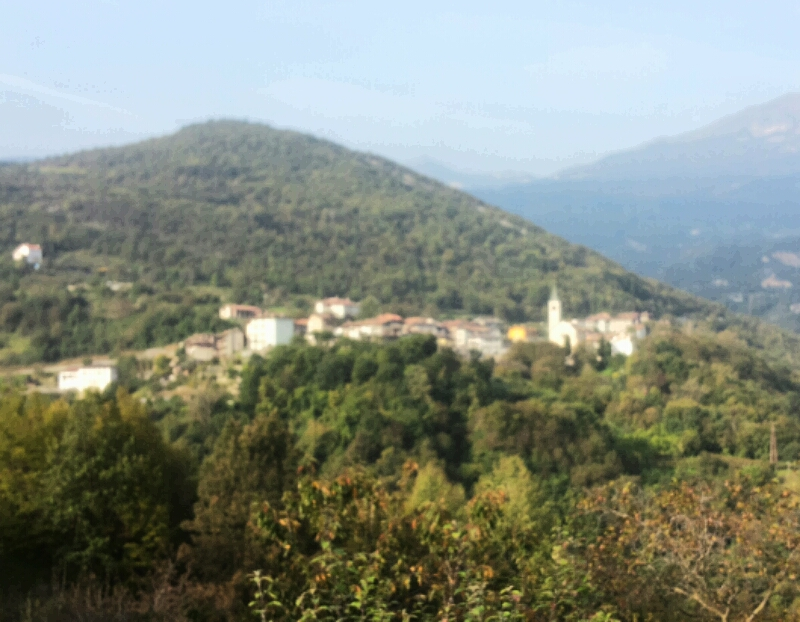
L'abitato di Corné

L'etimologia di questa frazione è plaga (insieme di aggregati abitativi), il cui centro è composto da una dozzina di casali (contrade) disseminati sulla sponda destra della Vai della Soma. Una leggenda vuole che proprio in una delle contrade, quella di Lodron, un conte sarebbe stato ucciso dai terrazzani perché restio alla soggezione feudale. Un'altra delle dodici contrade, Tognati, va famosa per la caratteristica vite in legno, tuttora custodita in casa Francesconi, testimonianza ultima di un antico torchio per l'olio di noce. La macina era composta da una trave in noce lunga ben dieci metri. Da segnalare le chiese della Madonna del Carmine e di S. Matteo, quest'ultima ora sconsacrata.

#### Prada

Il monte Altissimo, di cui si può vedere l'anticlinale

Abitato un tempo prevalentemente da pastori, Prada (776 m s.l.m.) è tra i paesi più alti del altopiano di Brentonico con 165 abitanti (gennaio 2011). Una leggenda narra che i primi abitanti del villaggio furono dei briganti, al servizio di «donna Giulia». Nel paesino sono presenti deliziosi affreschi di Madonnine che decorano le facciate di casa Gottardi e della canonica più volte distrutta e ricostruita. Sulla piazza che ospita la chiesa parrocchiale di S. Maria Maddalena si affaccia la grande edicola del 1738 dipinta su tre lati, con le effigi di San Rocco, San Valentino e Sant Antonio.

#### Saccone
Paese di 172 abitanti sorto su un terrazzo ad occidente del monte Cornalé a 742 m s.l.m. Ha una chiesa dedicata a Sant'Anna e San Gioachino, patroni del paese, festeggiati il 26 luglio. La pala raffigurante sant'Anna, dietro l'altare maggiore è di Roberto Baldessari, noto pittore.

#### Polsa
Polsa è un insediamento turistico risalente agli anni settanta che ha ospitato alcuni appuntamenti sportivi. Tra questi le due tappe del giro d'Italia (1969 1970) vinte da Michele Dancelli ed Eddy Merckx, e il ritiro estivo dell'Inter (agosto 1970). Il 23 maggio 2013 la località ha ospitato la cronoscalata individuale Mori-Polsa, 18ª tappa del Giro d'Italia 2013. Alla Polsa passa il Sentiero della Pace: itinerario a metà tra storia ed escursionismo di oltre 450 chilometri di sentieri, strade forestali, di trincee e di camminamenti che attraversando il Trentino. Gli impianti di risalita gestiti dalla Brentonico Ski offrono un'area sciabile che si estende alla località vicina di San Valentino di Brentonico.

#### San Giacomo
Centro di medie dimensioni a 1 194 metri, S. Giacomo è una delle località dell'Altopiano di Brentonico a maggiore vocazione turistica. Il paese conta la chiesa di S. Giacomo maggiore, del 1500, con il caratteristico campanile a vela. La chiesa è attigua alla casa baronale un tempo appartenuta alla famiglia Salvotti. La tradizione alpinistica di S. Giacomo è di antica data, ad esempio all'interno della villa dei baroni Salvotti, fin dalla seconda metà del secolo scorso venne ricavato un bivacco, usato dagli alpinisti del tempo quale punto di partenza per le loro escursioni. Altra meta per le passeggiate sono i «fontanoni», in località Postemon: opere idriche realizzate dalle truppe austriache nel corso della prima guerra mondiale. A San Giacomo è inoltre situato un centro di sci di fondo dove vengono svolte manifestazioni di importanza regionale; qualche volta può capitare di trovare atleti di spicco quali Alex Serra, dello sci club Brentonico e Samuele Tardivo dell’omonima società.

#### San Valentino di Brentonico
La stazione sciistica di San Valentino di Brentonico, gestita dalla Brentonicoski è nata nella zona delle Mosee alla fine degli anni sessanta ed è situata sul versante trentino del Monte Baldo.
Lungo la strada che porta a San Valentino sono ancora oggi visibili i bastioni di roccia utilizzati durante la prima guerra mondiale come ricovero e osservatorio militari.

## Amministrazione
| Periodo           | Periodo           | Primo cittadino     | Partito                          | Carica      | Note    |
| ----------------- | ----------------- | ------------------- | -------------------------------- | ----------- | ------- |
| 15 luglio 1985    | 31 luglio 1990    | Giovanni Tonolli    | Democrazia Cristiana             | Sindaco     |         |
| 31 luglio 1990    | 11 novembre 1992  | Franco Brunori      | Democrazia Cristiana             | Sindaco     |         |
| 30 dicembre 1992  | 5 giugno 1995     | Riccardo Dossi      | Partito Repubblicano Italiano    | Sindaco     |         |
| 5 giugno 1995     | 5 giugno 2000     | Riccardo Dossi      | Lista civica                     | Sindaco     |         |
| 5 giugno 2000     | 5 dicembre 2003   | Riccardo Dossi      | Lista civica                     | Sindaco     |         |
| 5 dicembre 2003   | 10 maggio 2004    | Quinto Canali       | Lista civica                     | Vicesindaco |         |
| 10 maggio 2004    | 18 maggio 2015    | Giorgio Dossi       | Lista civica                     | Sindaco     |         |
| 18 maggio 2010    | 11 maggio 2015    | Giorgio Dossi       | Lista civica                     | Sindaco     |         |
| 11 maggio 2015    | 22 settembre 2020 | Christian Perenzoni | Liste civiche                    | Sindaco     |         |
| 22 settembre 2020 | 9 aprile 2021     | Christian Perenzoni | Liste civiche                    | Sindaco     | Dimesso |
| 9 aprile 2021     | 25 ottobre 2021   | Moreno Togni        | Lista civica                     | Vicesindaco |         |
| 25 ottobre 2021   | 18 maggio 2025    | Dante Dossi         | Partito Democratico              | Sindaco     |         |
| 18 maggio 2025    | in carica         | Mauro Tonolli       | Liste civiche di centro sinistra | Sindaco     |         |

### Gemellaggi
- Muyinga, dal 2013[18]

## Sport
Nel 1970 Brentonico è stata sede di arrivo di una tappa del Giro d'Italia.
Tappe del Giro d'Italia con arrivo a Brentonico
| Anno | Tappa | Partenza  | km  | Vincitore di tappa | Maglia rosa |
| ---- | ----- | --------- | --- | ------------------ | ----------- |
| 1970 | 7ª    | Malcesine | 130 | Eddy Merckx        | Eddy Merckx |

Il locale Brentonico Ski organizza corsi promozionali, attività agonistica giovanile e gare FISI giovanili di sci alpino Alcuni suoi atleti hanno ottenuto importanti risultati di vertice nelle massime competizioni giovanili regionali e nazionali.
Nella frazione di San Giacomo, presso il rinnovato Centro, è possibile praticare lo sci nordico su un tracciato caratterizzato da 8 km di piste differenti, adatte a tutte le difficoltà. Oltre ad essere luogo in cui si allenano quotidianamente atleti e atlete, é facilmente fruibile da bambini, amatori e turisti che abbiano voglia di cimentarsi, per la prima volta, nella disciplina.
Primo promotore dello sci di fondo, sull'Altopiano di Brentonico, è il Gruppo Sciatori che, da più di settant’anni, organizza corsi, gare e manifestazioni sportive, coinvolgendo soprattutto i giovani. 
Nella sua lunga storia sono stati raggiunti tanti risultati sia a livello agonistico che da un punto di vista della promozione della pratica sportiva.
Inoltre, dal 2021 sarà attivo il nuovo Centro polifunzionale che potrà essere utilizzato da tutte le associazioni sportive che ne abbiano necessità durante allenamenti o manifestazioni estive ed invernali.